# Benjamin de Rohan

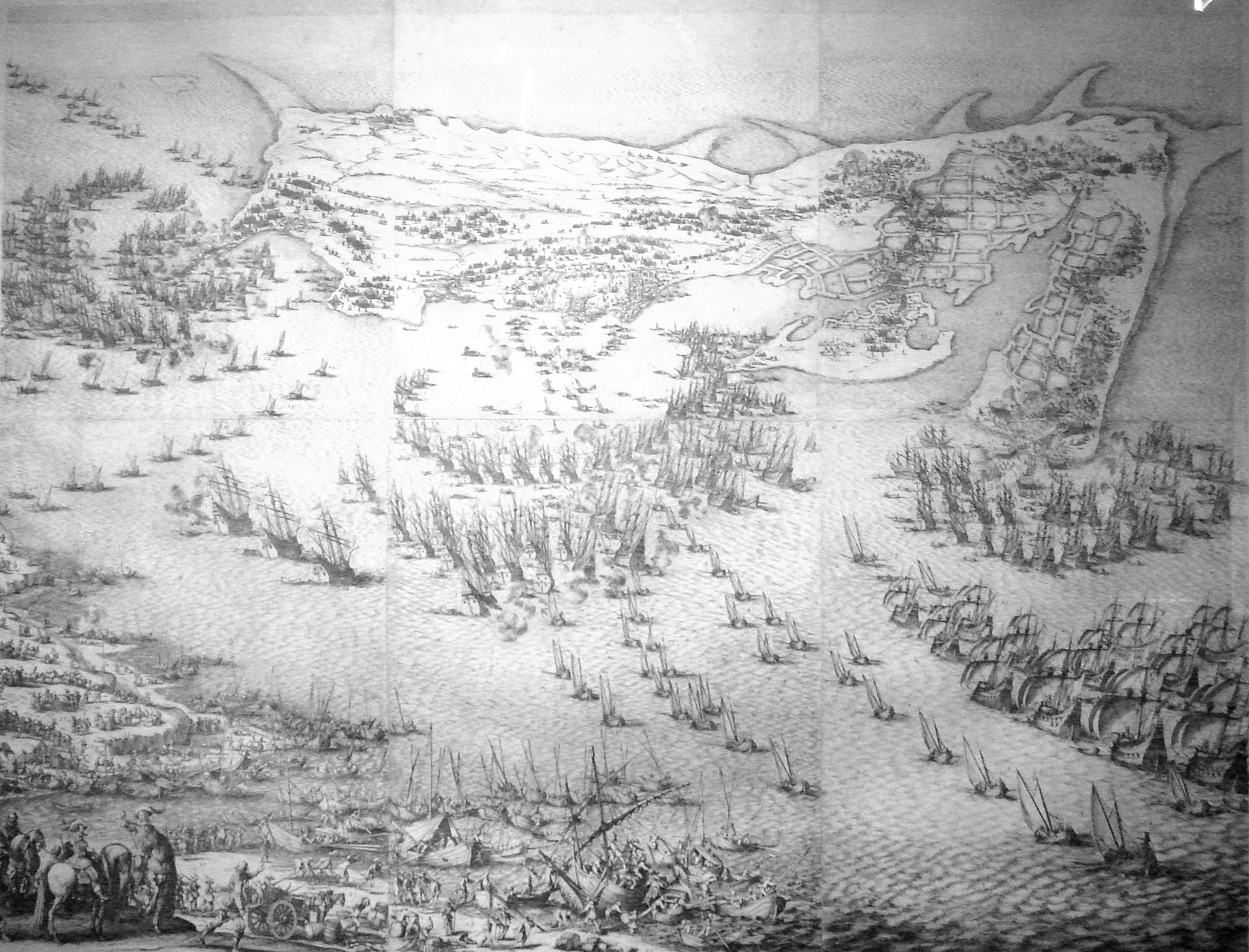
Soubise pierde el control, en la isla de Ré siguiendo el Asedio de Santo-Martin-de-Ré 1625.

Benjamin de Rohan, duc de Soubise (1580-1642), fue un líder francés hugonote.
Hijo de Renato II, Vizconde de Rohan, y hermano más joven de Enrique II de Rohan, heredó el señorío de Soubise a través de su madre Catherine de Parthenay. Sirvió su aprendizaje como soldado debajo Maurice de Nassau en los Países Bajos. En las guerras religiosas de 1621 en adelante su hermano mayor principalmente al mando en tierra y en el sur, Soubise en el del oeste y a lo largo de la costa del mar. Sus hazañas en el conflicto han sido relacionados con simpatía por su hermano, uno de los más altamente críticos militares considerados del tiempo.
Soubise proeza de jefe fue un ataque singularmente audaz y bien realizado (en 1625) en la flota Royalist en el río Blavet (que incluyó el corte de un auge ante la superioridad numérica) y la ocupación de las islas de Ré y Oléron en 1625, dirigiendo al Asedio de Santo-Martin-de-Ré (1625) en qué Louis XIII recuperó la isla de Ré. Él comandó La Rochelle durante el famoso  Asedio de La Rochelle (1627-1628). Según su hermano, el fracaso de la defensa y del ataque inglés en Île de Ré se debió principalmente a la obstinación de la gente del pueblo y los comandantes ingleses en negarse a escuchar los consejos de Soubise.
Cuando la rendición se hizo inevitable huyó a Inglaterra, la que había visitado anteriormente en busca de auxilio. Murió en 1642 en Londres.
Nunca ha existido en Francia un título como el de "Duque de Soubise". El título, príncipe de Soubise nació más tarde en la rama de cadete de la Casa de Rohan, el cual heredó la secundogenitura de Soubise de una heredera de Rohan-Chabot, un descendiente en la línea femenina de Henri, 1er Duque de Rohan. Los príncipes de Soubise no descendieron de Benjamin, quién nunca portó aquel título. Ni nunca recibió el ducado de Frontenay, a pesar de que aquel título, también, es a veces erróneamente atribuido a él.